# Las Diablillas
 (septembre 2024).
Las Diablillas (les petits diables, en espagnol ; Les Petites Diables, en français) est une équipe de dix-huit joueuses mayas de softball à Hondzonot, au sud du Mexique.

## Concept
Les joueuses créent leur équipe en 2018 dans le cadre d'un programme de lutte contre le diabète sucré. Elles jouent d'abord au base-ball avec un équipement modifié, utilisant des balles de tennis. Après leur victoire lors d'un match amical contre une équipe féminine d'une ville voisine, la municipalité de Hondzonot leur attribue un entraîneur qui leur enseigne le softball.
Au quotidien, les joueuses occupent d'autres emplois comme cuisinière, agricultrice, couturière ou éleveuse. En l'absence de ligue professionnelle dans le pays, elles s'entraînent deux fois par semaine et disputent des matches régionaux. Leur capitaine et manager est Fabiola May Chulim.
Elles jouent pieds nus et vêtues d'un hipil (en espagnol : huipil), la robe traditionnelle des femmes mayas du Mexique,,.
Chez les Mayas, le sport féminin est mal vu. L'équipe devient rapidement populaire au Mexique en raison de son engagement à pratiquer le sport malgré ces limites culturelles et de ses costumes,. Elle inspire la création des Amazones de Yaxuna, qui jouent aussi pieds nus et en robe traditionnelle.
En mai 2024, Netflix annonce réfléchir à un documentaire au sujet de l'équipe.